# Cinque tetraedri nel dodecaedro
In geometria solida il composto (regolare) di cinque tetraedri (talvolta anche "cinque tetraedri nel dodecaedro" in senso descrittivo) costituisce uno dei cinque poliedri composti regolari, ottenuto disponendo cinque identici tetraedri regolari secondo la simmetria icosaedrale.

## Chiralità

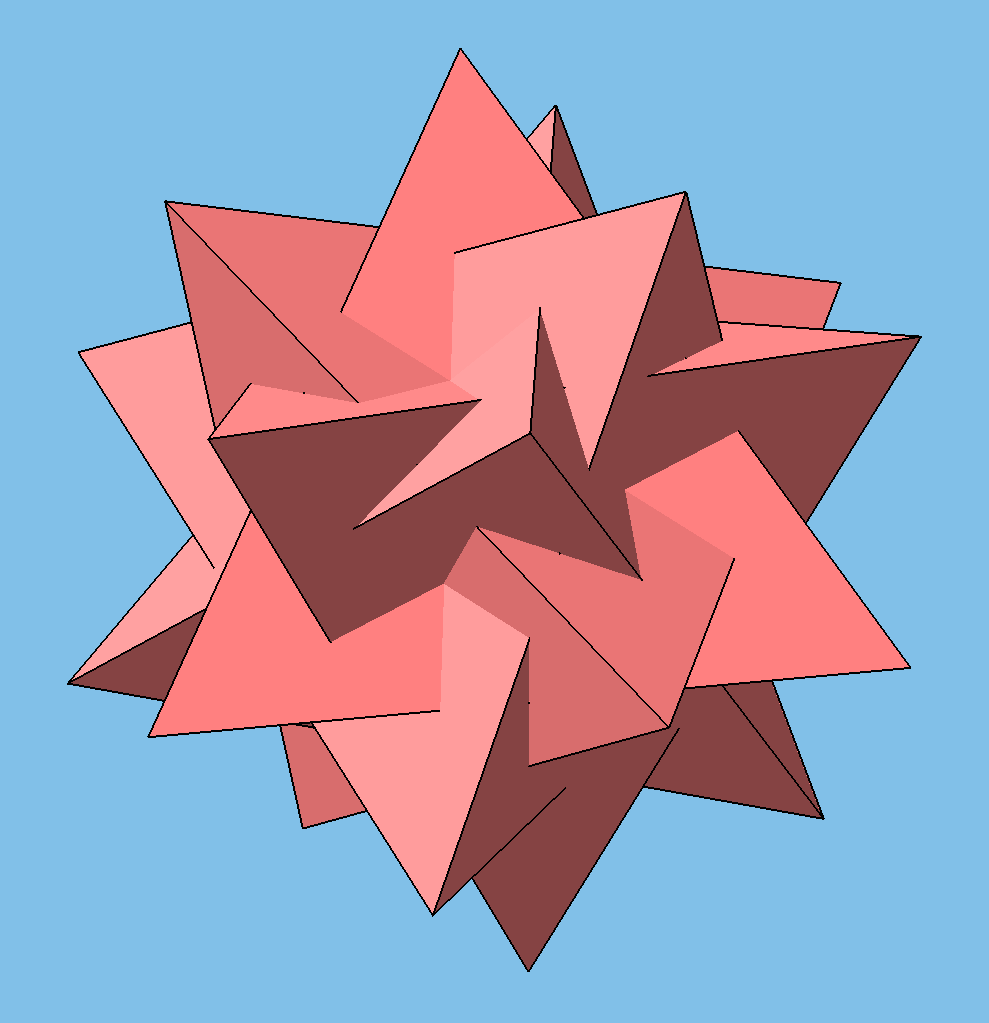
Destromorfo

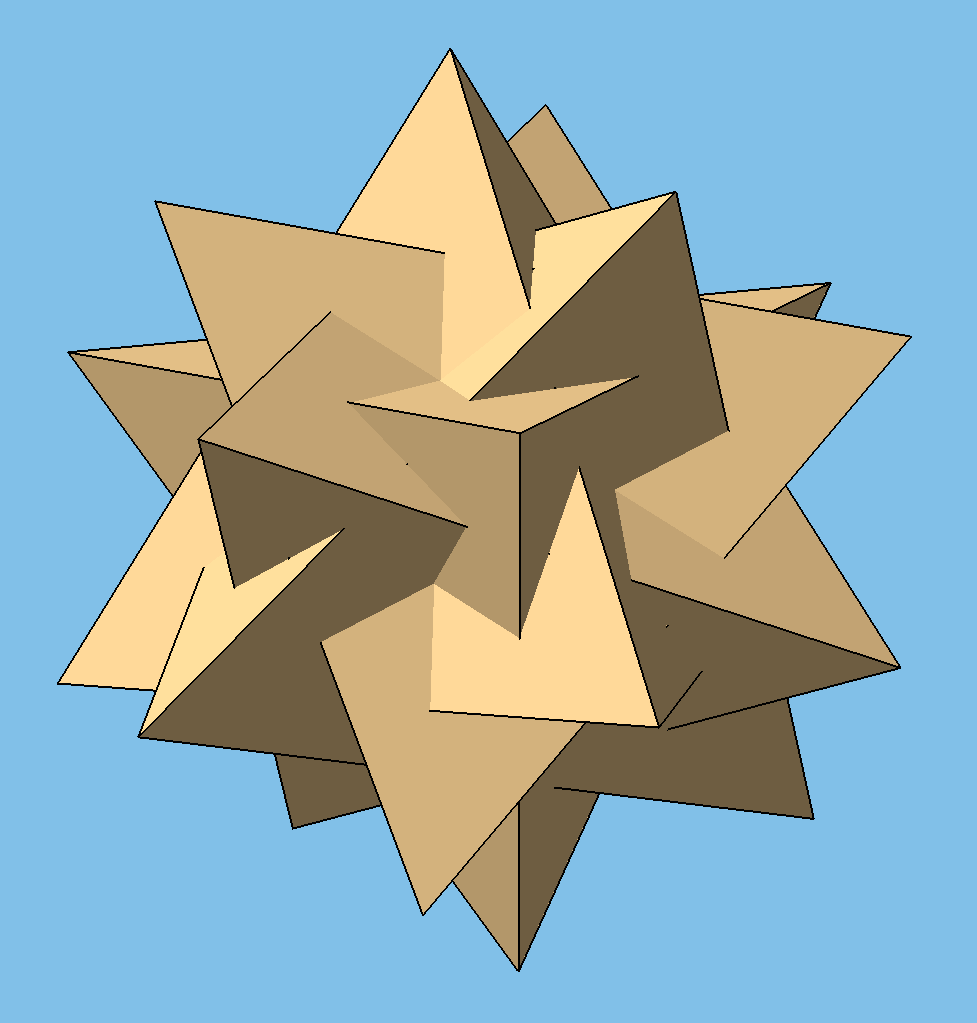
Levomorfo

I cinque tetraedri costituiscono un poliedro chirale, cioè che differisce dalla propria immagine riflessa. Per questo motivo esistono due versioni di questo composto, dette destrogira e levogira, si verica cioè un enantiomorfismo. È l'unico poliedro composto regolare con questa proprietà.
Le due forme chirali del composto di cinque tetraedri, se sovrapposte vertice a vertice, formano un nuovo composto regolare noto come composto di dieci tetraedri.

## Dualità
Il poliedro duale di un composto di cinque tetraedri è un composto di cinque tetraedri con chiralità opposta. Questa proprietà è rarissima tra i poliedri.

Modello trasparente in rotazione

## Nucleo e inviluppo convesso
L'inviluppo convesso dei cinque tetraedri, ovvero il più piccolo poliedro convesso che li contiene tutti, è un dodecaedro regolare avente gli stessi 20 vertici dei tetraedri.
L'intersezione dei cinque tetraedri, o nucleo del composto, è un icosaedro regolare le cui 20 facce giacciono su quelle dei tetraedri. Si tratta in effetti di una delle tante possibili stellazioni dell'icosaedro. 

## Simmetrie
Il gruppo delle simmetrie è il gruppo icosaedrale {\displaystyle I\cong A_{5}} delle simmetrie dell'icosaedro (e del dodecaedro) che preservano l'orientazione. Ovvero le 60 simmetrie, esclusivamente rotazionali, del dodecaedro simo e del suo duale (esacontaedro pentagonale).

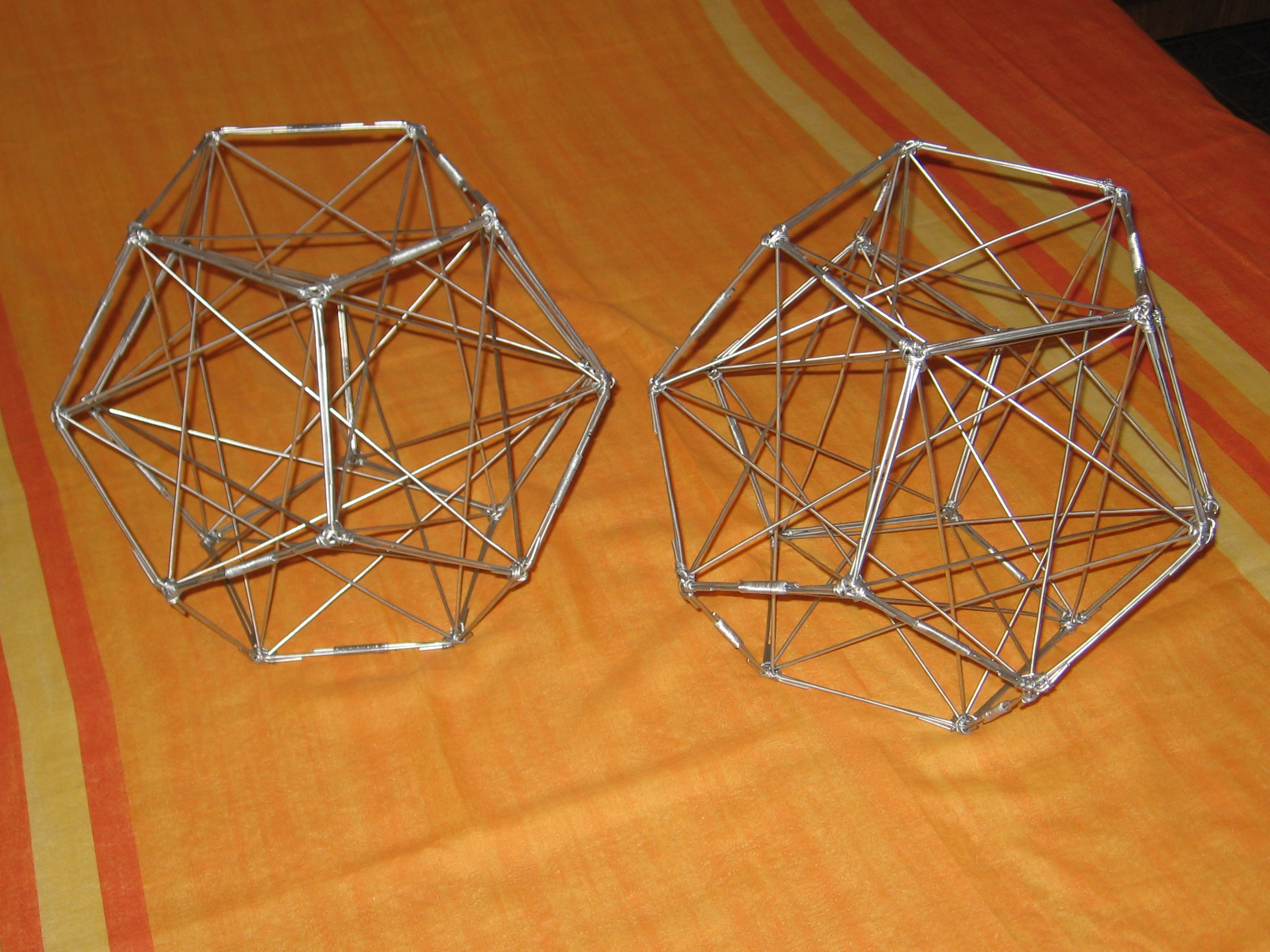
Scheletri dei due modelli speculari contenuti nel loro inviluppo dodecaedrico.